# Mondino dei Liuzzi
Mondino de' Liuzzi, noto anche come  Raimondino di nome, e de' Liucci, de' Luzzi o de' Lucci di cognome; detto Mundinus (Bologna, 1275 – Bologna, 1326), è stato un anatomista italiano, universalmente considerato l'ideatore della moderna anatomia.

## Biografia

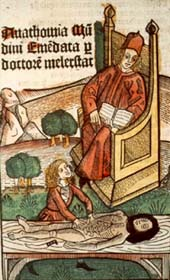
Mondino de' Luzzi guida Alessandra Giliani.

Figlio di Nerino Frazoli de' Luzzi, farmacista, e nipote di Liuzzo de' Luzzi professore di medicina, Mondino nasce a Bologna da una famiglia di speziali di origine fiorentina. La famiglia di Mondino risulta infatti iscritta alla Società dei Toschi di Bologna tra gli anni 1259 e 1314. Negli atti di questa corporazione della gente originaria della Toscana l'ortografia del cognome varia tra Liucci, Lucci, Liuzzi, Luzzi e dal Luzzo (la forma latina risulta essere in vari documenti dell'epoca de Luciis, de Liuccis, de Leuciis). 
La Bologna dell'epoca era dilaniata dai contrasti tra guelfi e ghibellini, la famiglia de' Liuzzi si schiera con questi ultimi. A seguito del prevalere della fazione guelfa, Mondino viene esiliato da Bologna ove rientrerà, dopo alcuni anni, a seguito del pagamento di un riscatto molto oneroso.

## L'anatomia

Anathomia, 1541

Discepolo di Taddeo Alderotti, Mondino si laureò in medicina all'ateneo bolognese intorno al 1292. Nel 1321 diventò lettore pubblico nell'ateneo bolognese ove insegnò medicina e soprattutto tenne corsi di anatomia.
Mondino de' Liuzzi fu il primo anatomista che riprese la pratica delle dissezioni del corpo umano, che, iniziata da Erofilo nel III secolo a.C., era stata abbandonata già dai suoi immediati successori (la scuola medica salernitana aveva ripreso lo studio dell'anatomia, ma praticando solo dissezioni di animali).
L'esempio di Mondino fu imitato ben presto dagli anatomisti di Montpellier e poi da quelli delle altre principali università europee. Guy de Chauliac, considerato il fondatore della chirurgia francese e, come tanti, discepolo dell'ateneo bolognese, lo citerà nella sua Chirurgia Magna riconoscendolo quale Maestro di Anatomia.
Lo scopo delle dissezioni anatomiche praticate da Mondino e dai suoi seguaci era molto più didattico che di ricerca e ciò spiega la lentezza con cui nei secoli successivi furono superate alcune errate concezioni anatomiche di Galeno, al quale lo stesso Mondino continuò a fare spesso riferimento. In qualche caso tuttavia egli sottolinea punti di disaccordo con l'antica autorità, cominciando quell'opera di erosione che dovrà proseguire ancora per secoli prima di vedere finalmente demoliti alcuni postulati del medico greco-romano.
Nel 1316 Mondino scrisse il suo Anothomia: un testo che sarà utilizzato da intere generazioni di studenti, ai quali egli si rivolge spiegando i tempi ed i modi della dissezione autoptica; lo studio degli organi, distinti in "nutritivi" (addominali), "spirituali" (toracici), "animali" (testa) ed "estremità", si svolgeva con un ben preciso ordine: positio, complexio, quantitas, numerus, figura, colligatio, actio et utilitas, aegritudines.
Oltre che questo manuale di anatomia, Mondino scriverà anche di argomenti clinici e commenterà le opere dei grandi medici del mondo classico e della scuola araba, per i quali mostrò sempre un grande rispetto.

## Mundinusnell'arte e letteratura
Le ricerche di Mundinus, professore a Bologna, vengono messe in scena nel racconto Don Andrea Versalius, l'anatomista di Pétrus Borel, detto «il Licantropo», riferendosi a un tempo intorno al 1315 quando Mondino de' Liuzzi mise in mostra tre scheletri umani sezionati. Lo scandalo, condannato dalla Chiesa, ritenuto formalmente sacrilego, non ebbe alcun seguito e lo stesso Mundinus, intimorito dall'editto Ancor caldo di Bonifacio VII non trasse vantaggi notevoli dalle sue ricerche.